# Nemania aenea
Nemania aenea är en svampart. Nemania aenea ingår i släktet Nemania och familjen kolkärnsvampar.  Arten är reproducerande i Sverige.

## Underarter
Arten delas in i följande underarter:
- aureolutea
- aenea
- macrospora